# جوناتان تاركويني
جوناتان تاركويني (بالإسبانية: Jonatan Tarquini)‏ هو لاعب كرة قدم أرجنتيني في مركز الهجوم، ولد في 27 يونيو 1994 في سانتا في في الأرجنتين. لعب مع Club Atlético Brown ‏.

## وصلات خارجية
- جوناتان تاركويني على موقع قاعدة بيانات كرة القدم.إي يو (الإنجليزية)
- جوناتان تاركويني على موقع Soccerway.com (الإنجليزية)